# Empoascanara smuga
Empoascanara smuga är en insektsart som beskrevs av Irena Dworakowska 1979. Empoascanara smuga ingår i släktet Empoascanara och familjen dvärgstritar. Inga underarter finns listade i Catalogue of Life.